# Hósvík

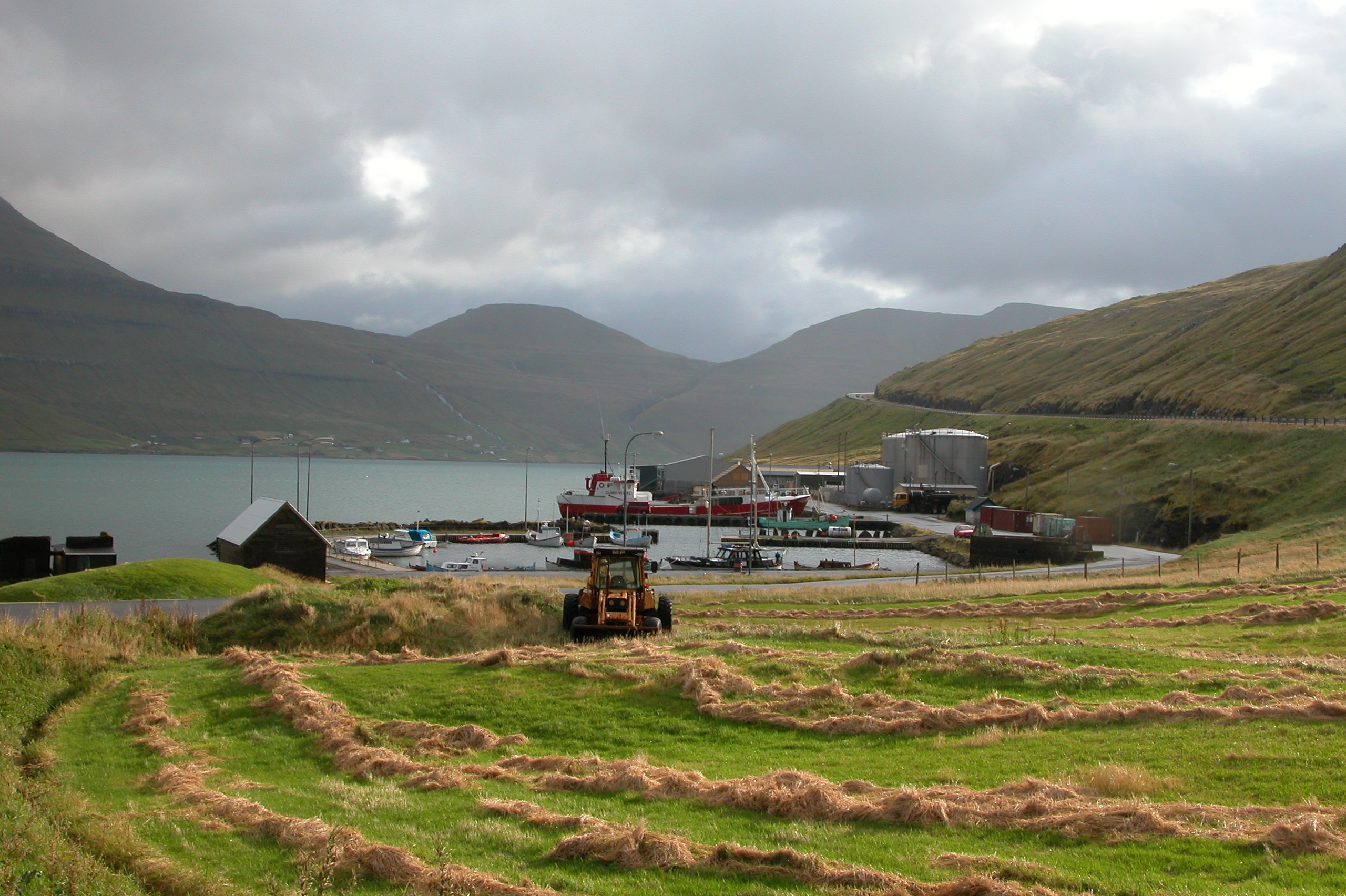
Hósvík, Wyspy Owcze

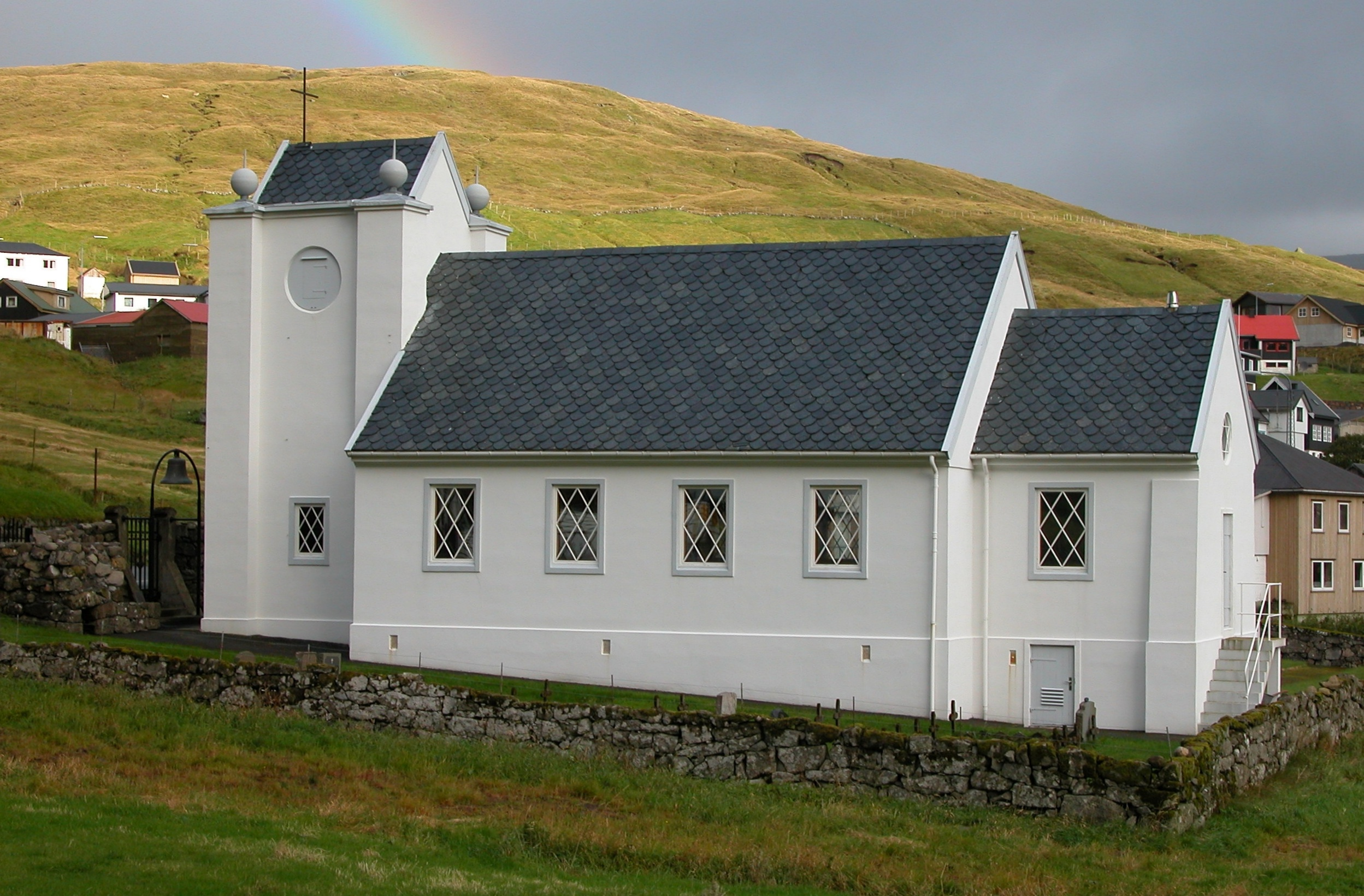
Kościół w Hósvík

Hósvík (duński: Thorsvig) to wieś Wysp Owczych. Ma obecnie (I 2015 r.) 310 mieszkańców i jest położona nad zatoką wschodniego wybrzeża Streymoy.

## Dane ogólne
- Liczba mieszkańców: 310 (I 2015 r.)[1]
- Kod pocztowy: FO 420
- Współrzędne geograficzne: 62°9'17″N 6°56'25″W
- Gmina: Sunda Kommuna

## Transport
Prom z Hósvík do Selatrað na wyspie Eysturoy używano wcześniej, ale został zastąpiony przez most między wyspami.

## Nazwa
Hósvík kiedyś nazywano Thórsvík lub zatoka Thors, ale wyspa została przemianowana na Hósvík.

## Podział administracyjny
Do 2003 r. Hósvík był niezależną gminą, ale w wyborach roku 2003 Hósvík stał się częścią większej gminy Sunda Kommuna.

## Obiekty zabytkowe
Kościół w Hósvík pochodzi z 1929 roku.